# Darrell Kamdem Tibell
Karl Darrell Kamguia Kamdem Tibell, född 20 februari 2002 är en svensk fotbollsspelare (anfallare) som spelar för Skövde AIK i Superettan, på lån från IFK Norrköping.

## Karriär
Darrell Kamdem Tibell är uppvuxen i Linköping och började spela fotboll i moderklubben IK Östria Lambohov. Via Stångebro United BK hamnade han som 15-åring i IFK Norrköping. Tibell har även spelat för  Karle IF som ung.
Efter spel i "Snokas" ungdomslag inledde Tibell säsongen 2022 hos samarbetsklubben IF Sylvia, för vilka han hann få speltid i både Svenska Cupen och Ettan Norra innan han i april 2022 skrev på sitt första A-lagskontrakt med IFK Norrköping. Tibell signerade då ett treårsavtal och varvade under debutsäsongen spel i IF Sylvia med matchande hos IFK Norrköping. Den allsvenska debuten kom bara dagar efter att han skrivit på kontraktet, då han stod för ett kort inhopp i 1-2-förlusten mot Djurgårdens IF den 16 april 2022. Under säsongen följde sedan ytterligare två allsvenska framträdanden.
Inför säsongen 2023 var IFK Norrköping tydliga med att de ville låna ut Tibell, för att ge honom mer seniorerfarenhet. Efter att ha besökt såväl Västerås SK som norska Levanger skrev Tibell i februari 2023 på ett säsongslångt låneavtal med Skövde AIK i Superettan.

## Statistik
| Klubb              | Säsong             | Liga               | Liga    | Liga | Nationell cup | Nationell cup | Internationell cup | Internationell cup | Övrigt  | Övrigt | Totalt  | Totalt |
| Klubb              | Säsong             | Division           | Matcher | Mål  | Matcher       | Mål           | Matcher            | Mål                | Matcher | Mål    | Matcher | Mål    |
| ------------------ | ------------------ | ------------------ | ------- | ---- | ------------- | ------------- | ------------------ | ------------------ | ------- | ------ | ------- | ------ |
| IFK Norrköping     | 2022               | Allsvenskan        | 3       | 0    | 0             | 0             | -                  | -                  | -       | -      | 3       | 0      |
| IF Sylvia (lån)    | 2022               | Ettan Norra        | 15      | 4    | 2             | 0             | -                  | -                  | -       | -      | 17      | 4      |
| Skövde AIK (lån)   | 2023               | Superettan         | 27      | 3    | 1             | 0             | -                  | -                  | -       | -      | 1       | 0      |
| Totalt i karriären | Totalt i karriären | Totalt i karriären | 45      | 7    | 3             | 0             | 0                  | 0                  | 0       | 0      | 21      | 4      |

## Privat
Darrell Kamdem Tibell har påbrå från Kamerun.